# Xibam-Sukhaym
Shibam-Sukhaym o Shibam al-Ghiras és un llogaret i jaciment arqueològic del Iemen a 24 km al nord-est de Sanaa al uadi Sirr a la plana de Sanaa al vessant occidental de les muntanyes Marmar amb la fortalesa d'aquest nom.
El lloc apareix esmentat a algunes inscripcions des del segle ii i era el centre de la tribu Yursam, fracció dels Sami; segurament el palau (conegut com a Rayman) del qayl dels Banu Sukhaym, els caps dels Yursam, estava en aquesta població. La deïtat principal era Talab Riyam, mestre de Kabd.
L'octubre de 1983 es van descobrir nombroses tombes amb mòmies ben conservades, avui al Museu de la Universitat de Sanaa. El llogaret modern es diu al-Ghiras i el nom serveix per distingir aquesta Shibam d'altres localitat amb el mateix nom. Només tenia 500 habitants el 1975; les excavacions són a 1 km a l'est del poble; en aquest hi ha una mesquita on està la tomba de l'imam al-Mahdi Ahmad ibn al-Husayn (o al-Hassan) ibn al-Kasim (1676-1681) conegut perquè va expulsar els jueus de Sanaa i pel seu exili a Mawza (prop de Mokha) durant la revolució messiànica de Shabbatai Swi (1666-1679); també va conquerir l'Hadramaut en nom del seu oncle l'imam al-Mutawakkil al Allah Ismail ibn al-Kasim (1644-1676). A al-Ghiras hi ha mines d'alabastre (6 km al nord-nord-est).